# 105
105（一百零五）是104与106之间的自然数。

## 在数学中
- 第77個合數，正因數有1、3、5、7、15、21、35和105。前一個為104、下一個為106。
質因數分解為{\displaystyle 3\times 5\times 7}。
- 第79個虧數，真因數和為87，虧度為18。前一個為103、下一個為106。
- 第65個無平方數因數的數。前一個為103、下一個為106。
- 105是第7個楔形數，前一個為楔形數為102、下一個為110。
  - 連續3個質數的乘積。{\displaystyle {{{3}\times {5}}\times {7}}=105}。前一個為30、下一個為385。[1]
- 第41個十进制的等數位數。前一個為103、下一個為106。
- 105是第一個邹赛尔数[2]
- 105是第14個三角形數
- 105被四連質數（Prime quadruplet）（101, 103, 107, 109）包著。
- 7!!=105[3]
- 十二邊形數[4]
- 三十六邊形數

## 在科学中
- 105是𨧀的原子序数。

## 在其它领域中
- 苏联和芬兰的冬季战争的长度是105天。
- 中華電信長途查號臺105。
- 韓國大宇巴士多款巴士車款名稱都有「105」字樣，例如BF105（前置引擎車款）。